# Lineare partielle Information
Lineare partielle Information (LPI) ist eine lineare Modellierungsmethode für die praxisnahen Entscheidungen, die auf zuvor unscharfen Informationen basieren. Die Theorie wurde 1970 von Edward Kofler in Zürich entwickelt.
Begriffsbildungen, Eigenschaften, Vorstellungen oder Modelle unserer Wirklichkeit bilden wir immer nur mit unvollständiger Information. Das betrifft auch unsere Umgangssprache und logische Überlegungen. Zeitlich betrachtet verändert sich diese Unschärfe (engl. fuzziness) unserer Realität ununterbrochen. Aber, obwohl wir im Bereich der unvollständigen Information leben, müssen in unseren Entscheidungssituationen rationale Entscheide getroffen werden, die ebendieser Unschärfe Rechnung tragen und Fehlentscheidungen auf der Basis nur scheinbar beständiger Erkenntnisse vermeiden. Das führt zur so genannten weichen Modellbildung.
Bei vielen praktischen Entscheidungen liegen keine vollständigen Informationen vor. Dennoch ist es oft möglich Prognosen, vorsichtige Strategien, unscharfe Gleichgewichtspunkte und Stabilitätsbedingungen zu ermitteln. Beispielsweise in Investitionsmodellen in Portfolio-Entscheidungen, in der wirtschaftlichen Planung, aber auch in strategischen Konfliktsituationen. Dabei gilt: Je komplexer sich die Entscheidungssituation darstellt, desto weicher, also mit größerer Unschärfe, ist das entsprechende Modell zu gestalten; erst mit fortschreitender Gewissheit darf die Unschärfe des Modells schrittweise reduziert werden.
In Entscheidungssituationen wird die Unschärfe der Verteilung der möglichen Szenarien, wie auch der Endergebnisse (engl. outputs) berücksichtigt.
Jede Tätigkeit beruht auf Entscheidungen, die in einer Welt der Unschärfe und Unsicherheit der Daten, Begriffe und Gesetze getroffen werden müssen. Die „Fuzziness“ der Welt ist eine Regel und nicht Ausnahme. Die Optimalität unserer Entscheidungen, die wir mittels klassischer Methoden unter diesen Bedingungen erreichen wollen, muss in Frage gestellt werden. Das alles zwingt uns zur so genannten weichen (unscharfen) Modellbildung.
Je komplexer ein betrachtetes System ist, desto höher ist der Unbestimmtheitsgrad der Daten und umso weicher muss modelliert werden, sagte bereits Lotfi Zadeh.
Das weiche Modell besitzt drei wichtige Merkmale:
- Die Eintrittswahrscheinlichkeit des Modells ist im Vergleich mit dem scharfen Modell im Allgemeinen größer.
- Es ist zeitlich stabiler.
- Es lässt ein adaptives Verfahren bezüglich neuer Informationen mit einer entsprechenden Anpassung an neue Voraussetzungen zu.

## Die weiche Modellbildung aus der Sicht der großen Denker
Bertrand Russell behauptet, „…die traditionelle Logik spricht über präzise Begriffe. Leider sind diese in unserer Umwelt nicht anwendbar, höchstens in einer imaginären himmlischen Realität. In unseren Bedingungen bleibt also nichts anderes übrig als entsprechend den Umständen unscharf die Modelldaten zu bestimmen. Dabei sollte die Eintrittswahrscheinlichkeit der Modelle und Anpassungsmöglichkeiten an weitere Informationen berücksichtigt werden“.
Albert Einstein proklamiert, „Scharfe Behauptungen über unsere Realität sind falsch, oder umgekehrt, richtige Vorstellungen über unsere Realität führen zu keinen scharfen Behauptungen.“ Dies repräsentiert eigentlich die Russell-Formulierung in anderer Form ausgedrückt.
In einer anderen Behauptung wird die Tatsache der Realität der Entscheidungselemente analog wie bezüglich der Begriffe des Ruhezustandes und der Bewegung in der Mechanik geäußert.

## LPI-unscharfe Gleichgewichts- und Stabilitätsstrategien
Obwohl in vielen praktischen Entscheidungen keine vollständige Informationen vorliegen, dennoch ist es möglich, unscharfe Gleichgewichtspunkte und Stabilitätsbedingungen zu ermitteln. Beispielsweise, in unscharfen Investitionsmodellen, Portfolioentscheidungen, in wirtschaftlichen Planungsmodellen aber auch in unscharfen strategischen Konfliktsituationen und kooperativen Verhandlungen. In alltäglichen Entscheidungen wird oft nach einem „modus vivendi“ bei gegenseitiger Toleranz gesucht – was auch zu unscharfen Gleichgewichtsstrategien und Stabilitätsbedingungen führen muss.
Die Begriffe der unscharfen Gleichgewichtspunkte (einstufige Stabilität) und mehrstufigen Stabilität werden aufgrund der Optimierungsprinzipien bei unscharfen Daten interpretiert. Im Entscheidungsaspekt wird auf diese Weise das MaxEmin-Prinzip für den Durchschnittswert und das Prognostische Entscheidungsprinzip (PEP) für einmalige Entscheidungen unter Berücksichtigung der individuellen Risikobereitschaft des Entscheidungsträgers angewendet.
In unscharfen mehrstufigen Entscheidungen ist die Suche nach stabilisierenden Strategien mit Lern- und Regelungsaspekten im adaptiven Verfahren verbunden.

## Gleichgewichtspunkte und Stabilität bei scharfen Daten
Jede optimale Strategie besitzt die Eigenschaft eines Gleichgewichtspunktes. Eine Abweichung von dieser Strategie führt im Allgemeinen zu Enttäuschungen. Das betrifft Ein-Szenario- wie auch Mehr-Szenario-Entscheidungen bei scharfer Verteilung (Risikosituationen, Normalverteilung). Zum Beispiel, die Bestimmung eines maximalen Erwartungswertes in Investitionsmodellen, Portfolio-Entscheidungen, auch in mehrstufigen Entscheidungen.
Auch in strategischen Spielen besitzen die Gleichgewichtspunkte die „Abweichungseigenschaft“.
Unter Voraussetzung der Zugehörigkeit der Entscheidungsergebnisse zum Stabilitätsbereich des Entscheidungsträgers werden die Gleichgewichtsstrategien als Stabilitätsstrategien betrachtet.
Aus unseren Überlegungen folgt, dass die Glaubwürdigkeit der scharfen Modelle und damit auch der mit ihnen verbundenen Entscheidungsaspekte fraglich sind.

## Unscharfe Gleichgewichts- und Stabilitätsbedingungen bei unscharfen Daten
Die mit großer Glaubwürdigkeit „LPI-sierten“ Unschärfe werden als Störungsmenge betrachtet. Die optimalen Strategien werden mittels des MaxEmin-Prinzips für den Durchschnittswert und des Prognostischen Entscheidungsprinzips (PEP) bei einmaligen Entscheidungen, im Bereich der LPI-Störungsmenge unter Berücksichtigung der individuellen Risikobereitschaft des Entscheidungsträgers bestimmt.

## Ausgewählte Bibliographie
- Edward Kofler – Gleichgewichtspunkte, Stabilitäts- und Regulierung in Fuzzy-Optimierung mit Lineare Stochastische Partielle Information (LPI)(Equilibrium Points, Stability and Regulation in Fuzzy Optimisation Systems under Linear Partial Stochastic Information (LPI), Proceedings of the International Congress of Cybernetics and Systems, AFCET, Paris 1984, pp. 233–240)
- Edward Kofler – Entscheidungen mit der lineare partielle Information (Decision Making under Linear Partial Information). Proceedings of the European Congress EUFIT, Aachen, 1994, p. 891-896.
- Edward Kofler – Lineare Partielle Information mit Anwendungen. Proceedings of ISFL 1997 (International Symposium on Fuzzy Logic), Zurich, 1997, p. 235-239.
- Edward Kofler – Entscheidungen bei teilweise bekannter Verteilung der Zustände, Zeitschrift für OR, Vol. 18/3, 1974
- Edward Kofler – Extensive Spiele bei unvollständiger Information, in Information in der Wirtschaft, Gesellschaft für Wirtschafts- und Sozialwissenschaften, Band 126, Berlin 1982